# الملكية الجرمانية
الملكية الجرمانية هي أطروحة تتعلق بدور الملوك بين القبائل الجرمانية قبل المسيحية في فترة الهجرة (300 – 700 م) والعصور الوسطى المبكرة (حوالي 700 – 1000 م). تقول الأطروحة أن مؤسسة الملكية الإقطاعية تطورت، من خلال الاتصال بالإمبراطورية الرومانية والكنيسة المسيحية، من عادة سابقة للملكية المقدسة والعسكرية على أساس كل من حالة الولادة والموافقة الشعبية.
يستخدم مصطلح المملكة البربرية في سياق هؤلاء الحكام الجرمانيين الذين حكموا الأراضي التي كانت في السابق جزءً من الإمبراطورية الرومانية الغربية، وخاصة الملوك البربر في إيطاليا بعد 476م وخلال القرن السادس الميلادي. وفي السياق نفسه، يُسمى على القانون الجرماني باسم «القانون البربري» وما إلى ذلك.
ظهرت أطروحة الملكية الجرمانية في القرن التاسع عشر وكانت مؤثرة في تأريخ مجتمع العصور الوسطى المبكرة، لكنها تتعرض اليوم للنقد لاستخلاصها استنتاجات واسعة من أدلة محدودة.

## الخصائص المزعومة
كان للملك الجرماني في الأصل ثلاث وظائف رئيسية:
- للعمل قاضيًا خلال التجمعات الشعبية.
- ليكون بمثابة كاهن خلال الذبائح.
- للعمل كقائد عسكري خلال الحروب.

تم استلام المنصب وراثيًا، لكن الملك الجديد يطلب موافقة الشعب قبل تولي العرش. كان لجميع أبناء الملك الحق في المطالبة بالعرش، مما أدى في كثير من الأحيان إلى الحكم المشترك (النظام الملكي) حيث يتم انتخاب شقيقين ملكين في نفس الوقت. تطور هذا إلى الأراضي التي تعتبر ملكية وراثية للملوك ونظام التركات، وهو نظام غذى الحروب الإقطاعية، لأن الملوك يمكن أن يدعون ملكية الأراضي خارج حكمهم الفعلي.
وكنوع من كاهن ما قبل المسيحية، غالبًا ما ادعى الملك النسب من بعض الآلهة. في الدول الاسكندنافية، أدار الملك التضحيات الوثنية (blóts) في مواقع عبادة مهمة، مثل المعبد في أوبسالا. يمكن أن يؤدي رفض التضحيات الوثنية إلى فقدان الملك للسلطة (انظر هاكون الصالح وأنوند غوردسكه).
وفقًا لشهادة تاسيتس (جرمانيا)، كان لدى بعض الشعوب الجرمانية المبكرة ملكية منتخبة بالفعل في القرن الأول.
«إنهم يختارون ملوكهم بالولادة، وجنرالاتهم على أساس الجدارة. هؤلاء الملوك ليس لديهم سلطة غير محدودة أو تعسفية، والجنرالات يقومون بالقدوة أكثر من السلطة.»
كان للمجتمع الجرماني قبل المسيحية ثلاثة مستويات، الملك والنبلاء والرجال الأحرار. تم التفاوض على نفوذهم السياسي في كل شيء. ووفقًا لشهادة تاسيتس،
«يتداول الرؤساء حول الأمور البسيطة، والأهم من ذلك القبيلة بأكملها. ومع ذلك، حتى عندما يكون القرار النهائي بيد الشعب، تتم مناقشة القضية دائمًا بدقة من قبل الرؤساء. و[... في المجلس، عندما] يفكر الجمهور على النحو المناسب، فإنهم يجلسون مسلحين. يعلن الكهنة الصمت في هذه المناسبات التي لها الحق في حفظ النظام. ثم يُسمع الملك أو الرئيس، حسب العمر أو الميلاد أو التمييز في الحرب أو البلاغة، أكثر لأنه تأثيرًا في الإقناع أكثر من كونه يملك سلطة الأمر. إذا كانت مشاعره تثير استياءهم، فإنهم يرفضونها بالتمتمة، فيما يلوحون برماحهم إذا كانوا راضين عنها».
يشير تاسيتس إلى إن القوة السياسية للملك يمكن أن تختلف بين الأمم، لأن لكل قبيلة قانونها العرفي الخاص بها. وهكذا، فقد ذكر أن القوطيون كان يحكمهم ملوك «أكثر صرامة بقليل من القبائل الألمانية الأخرى، ولكن ليس حتى الآن يتعارض مع الحرية» في حين أن قبائل ما وراء القوطيين، Rugii وLemovii (القبائل الموضوعة في مكان نائي من جرمانية، بالقرب من بحر البلطيق) عاشت في «خضوع ذليل لملوكها».

## التطورات اللاحقة

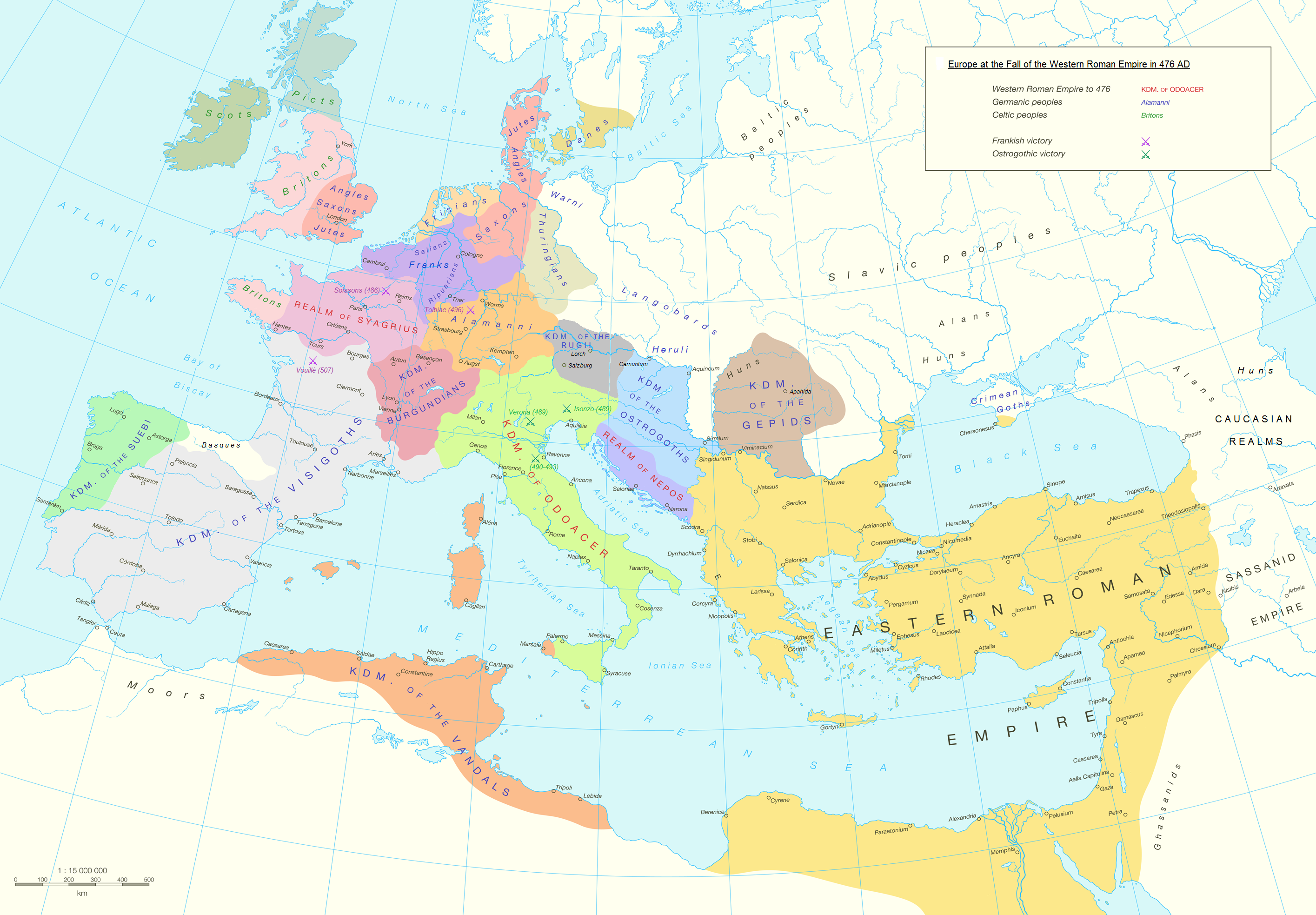
أوروبا في سقوط الإمبراطورية الرومانية الغربية عام 476

مع سقوط الإمبراطورية الرومانية الغربية، أصبحت العديد من مقاطعاتها تحت حكم الملوك الجرمانيين: هسبانيا تحت حكم القوط الغربيين، وإيطاليا تحت حكم القوط الشرقيين، وغاليا تحت حكم الفرنجة، وبريطانيا تحت حكم الأنجلو ساكسون، وأفريكا تحت حكم الوندال. كانت هذه الدول في ذلك الوقت على اتصال بروما لمدة قرن أو أكثر، واعتمدت العديد من العادات الرومانية. كما تم أيضًا تنصيرهم وجرى استبدال ممارسات ما قبل التنصير ببطء.
كانت لدولة الفرنجة تحت السلالة الميروفنجية العديد من خصائص الملكية الجرمانية تحت تأثير شديد من روما العلمانية والكنسية. لم يعاملها ملوكها، من خلال تقسيمهم للأراضي، كدولة مستقلة عن أنفسهم، ولكن كإرث لهم، أي أرض رُبحت بغزو منهم (من قبل الملوك أنفسهم وأسلافهم). كان الملك في الأساس قائد حرب وقاض. هناك العديد من النظريات لتفسير انهيار قوة الميروفنجيين، ومعظمها يلقي اللوم على عدم قدرة الميروفنجيين اللاحقين في الحرب كعامل مهم. في الغادة، يسلط الاستشهاد بانتحَاب سيجيبيرت الثالث في سرجن بعد هزيمة (الملك كان يبلغ حينها عشر سنوات من العمر) الضوء على أهمية الانتصار في المعركة من أجل الملك الذي يكون في الأساس محاربًا.
تم التخلي عن مبدأ الانتخاب، الذي حدد الخلافة الجرمانية، في تلك الدول تحت التأثير الأكبر من البابوية، مثل غال الميروفينجيان، حيث تم الاعتراف بالخلافة الوراثية والحق الإلهي للسلالة الحاكمة. وفي بريطانيا الأنجلو ساكسونية، استمر المبدأ حتى أزاله الفتح النورماندي. تم انتخاب الملوك الأنجلو ساكسونيين من قبل Witenagemot. وأخيرًا، استمر المبدأ بشكل أو بآخر لقرون بعد زوال الممالك الجرمانية الأخيرة. شكلت الحروب الأهلية في اسكندنافيا في العصور الوسطى والناخبين في الإمبراطورية الرومانية المقدسة جزءً من إرثها.